# Општина Студеничани
Општина Студеничани је једна од општина Скопског статистичког региона у Северној Македонији. Седиште општине је истоимено село Студеничани.

## Положај
Општина Студеничани налази се у средишњем делу Северне Македоније.
Са других страна налазе се друге општине Северне Македоније:
- север — Општина Кисела Вода, Општина Аеродром и Општина Гази Баба
- североисток — Општина Петровец
- исток — Општина Зелениково
- југ — Општина Чашка
- југ — Општина Македонски Брод
- запад — Општина Сопиште

## Природне одлике
Рељеф: Општина Студеничани подручно припада области Торбешија. Северним делом општина се спушта у равно и плодно Скопско поље, док се већим, јужним делом општина пружа кроз планинске пределе планине Караџице и Бразде.
Клима у општини је умереноконтинентална, док се у планинским деловима општине осећа њена оштрија варијанта.
Воде: Кроз северни део општине протиче река Вардар, ка коме се спуштају потоци из јужног дела општине.

## Становништво
Општина Студеничани имала је по последњем попису из 2002. г. 17.246 ст., од чега у седишту општине 5.786 ст. (34%). Општина је средње густо насељена, али је сеоско подручје на југу много ређе насељено и исељеничко.
Национални састав по попису из 2002. године био је:
|           | Број   | Постотак |
| Укупно    | 17.246 | 100%     |
| Албанци   | 11.793 | 68,3%    |
| Турци     | 3.285  | 19,0%    |
| Бошњаци   | 1.662  | 9,6%     |
| Македонци | 309    | 1,8%     |
| остали    | 197    | 1,1%     |

## Насељена места
У општини постоји 19 насељених места, сва са статусом села:
| - Студеничани - Алдинци - Батинци - Вртекица - Горњи Количани - Доњи Количани - Драчевица | - Елово - Калдирец - Малчиште - Маркова Сушица - Морани - Осинчани - Пагаруша | - Рамни Габер - Умово - Цветово - ‎Црвена Вода - Црни Врх |  |